# Vern Law
Vernon Sanders Law (né le 12 mars 1930 à Meridian, Idaho, États-Unis) est un lanceur droitier de baseball ayant joué dans les Ligues majeures de 1950 à 1967. 
Law a joué les 16 saisons de sa carrière de sa carrière avec les Pirates de Pittsburgh, avec qui il a remporté la Série mondiale 1960. Il a participé aux deux matchs d'étoiles joués en 1960, et remporté la même année le trophée Cy Young du meilleur lanceur de la Ligue nationale.

## Carrière
Vern Law signe son premier contrat professionnel en 1948 avec les Pirates de Pittsburgh de la Ligue nationale de baseball. Il entreprend sa carrière dans le baseball majeur le 11 juin 1950. Il porte le numéro d'uniforme 20 durant deux saisons avec les Pirates, après quoi il est hors du jeu pour deux ans, le temps de compléter son service militaire. Il est de retour dans les majeures en 1954, alternant entre les fonctions de lanceur partant et de lanceur de relève pour 14 saisons consécutives.
À cinq reprises au cours de sa carrière à Pittsburgh, Law passe plus de 200 manches par saison au monticule, dont 266 manches lancées en 1959 et un record personnel de 271 manches et deux tiers lors de son excellente saison 1960. Sans enregistrer beaucoup de retraits sur des prises, Law donnait en revanche peu de buts-sur-balles. À 7 reprises, il s'est classé dans le top 5 des lanceurs de la Ligue nationale ayant le plus faible nombre de buts-sur-balles alloués par 9 manches, avec en moyenne de un à deux par partie.
En 1957, il présente une moyenne de points mérités de 2,87 en 172 manches et deux tiers lancées, bon pour une 5e place au palmarès de la Ligue nationale.
En 1959, il lance 20 matchs complets, le plus haut total de la Ligue nationale et un de moins que le meneur des majeures Warren Spahn. Il affiche aussi la cinquième meilleure moyenne de points mérités (2,98) de la Nationale. Il remporte 18 victoires pour les Pirates, contre 9 défaites.
En 1960, Law est invité parmi les étoiles du baseball majeur et joue dans les deux parties d'étoiles disputées à la mi-saison. La Ligue nationale gagne les deux duels : amené en relève dans le premier, Law est crédité d'un sauvetage, puis dans la seconde partie deux jours plus tard il est le lanceur gagnant. Il remporte 20 victoires contre 9 défaites en saison régulière et sa moyenne de points mérités se chiffre à 3,08. Il mène tous les lanceurs du baseball avec 20 matchs complets. Les Pirates atteignent la finale du baseball majeur pour la première fois en 33 ans et remportent la Série mondiale pour la 3e fois de leur histoire. Ils renversent en 7 parties les Yankees de New York pour un premier titre depuis 1925. Law est lanceur partant pour Pittsburgh dans 3 parties de la finale, soit les premier, quatrième et septième matchs. Il est le lanceur gagnant à ses deux premières présences et n'est pas impliqué dans la décision lors de la victoire ultime. Vern Law est aussi récompensé en 1960 par le trophée Cy Young du meilleur lanceur de la Ligue nationale, un honneur pour lequel il est préféré à Warren Spahn. Il est le premier artilleur de l'histoire des Pirates à recevoir ce prix, alors décerné à un seul lanceur pour les deux ligues.
Après plusieurs saisons où il apparaît dans moins de parties, Law lance enfin une nouvelle saison complète en 1964 et connaît une année 1965 remarquable avec sa meilleure moyenne de points mérités en carrière (2,15 en 217 manches et un tiers lancées) et 17 victoires. Il reçoit le prix du meilleur retour de l'année décerné par le Sporting News. Il est d'ailleurs le tout premier lauréat de ce prix. 
Vance Law, qui prend sa retraite après la saison 1967, a joué 483 parties dans les Ligues majeures, dont 364 comme lanceur partant et 119 comme releveur. Il a remporté 162 victoires contre 147 défaites avec 119 matchs complets, 28 blanchissages et 13 sauvetages. Il compte 1092 retraits sur des prises et affiche une moyenne de points mérités de 3,77 en 2672 manches lancées.

## Vie personnelle
Vern Law est le père de Vance Law, qui a joué dans les Ligues majeures de 1980 à 1991, notamment pour les Pirates de Pittsburgh.